# Бахофнер, Вольф
Вольф Бахофнер (нем. Wolf Bachofner; 4 июля 1961, Вена) — австрийский актёр театра и кино. Наиболее известен по роли инспектора Петера Хёллерера в телесериале Комиссар Рекс.
Вольф Бахофнер получил в 1980—1982 годах частное актёрское образование. Впервые был приглашён на телевидение в 1982 году и сыграл множество ролей второго плана. С 1987 года он играет в Венском театре. Его также можно увидеть в различных фильмах.

## Фильмография
- 1984 — Fliehkraft
- 1990 — Erwin und Julia
- 1990 — Die Spitzen der Gesellschaft
- 1991 — Hund und Katz
- 1992 — Dead Flowers
- 1995 — Nachtbus (Night Bus, Kurzfilm)
- 1995 — Die Ameisenstraße (Ant Street)
- 1996 — Jugofilm
- 1997 — Qualtingers Wien
- 1999 — Viehjud Levi (Jew-Boy Levi)
- 1999 — Schlachten!
- 2002 — Ikarus (Icarus)
- 2009 — Mein Kampf (Himmlischst)

## Телевидение
- 1993 — Dieses naive Verlangen
- 1994—1999 — Комиссар Рекс (Сериал)
- 1997 — Tatort (Сериал, Эпизод — Eulenburg)
- 1998 — Männer
- 2000 — Jedermann
- 2004 — Blond: Eva Blond! (Сериал, Эпизод — Der Zwerg im Schließfach)
- 2005 — Ich bin ein Berliner
- 2005 — de:SOKO Wismar (Сериал, Эпизод Notwehr)
- 2005 — Mutig in die neuen Zeiten — Im Reich der Reblaus
- 2006 — de:Der Winzerkönig (Serie, Episode Blinde Eifersucht)
- 2006 — Mutig in die neuen Zeiten — nur keine Wellen
- 2007 — de:Vier Frauen und ein Todesfall (Сериал, Эпизод — Mundtod)
- 2009 — Schnell ermittelt (Сериал)